# Eliminatórias da Copa do Mundo FIFA de 2010 - Ásia (primeira fase)
Resultados das partidas da primeira fase das eliminatórias asiáticas para a Copa do Mundo FIFA de 2010. Nessa fase as equipes ranqueadas entre 6 e 24 pela Confederação Asiática de Futebol (AFC) enfrentam as equipes ranqueadas entre 25 e 43.

## Resultados
| 22 de outubro de 2007 19:30 (UTC+5) | Paquistão | 0 – 7     | Iraque                                                                 | Punjab Stadium, Lahore                          |
|                                     |           | Relatório | Akram 17' · Karim 23', 49', 88', 89' · Al Hamd 70' · E. Mohammed 83' · | Público: 2,500 Árbitro: KGZ Kadyrbek Chynybekov |

| 28 de outubro de 2007 14:00 (UTC+2) | Iraque | 0 – 0     | Paquistão | Aleppo International Stadium, Alepo (Síria) |
|                                     |        | Relatório |           | Público: 8,000 Árbitro: KUW Saad Al Fadhli  |

| 13 de outubro de 2007 16:00 (UTC+5) | Uzbequistão                                                                              | 9 – 0     | Taipé Chinês | Central Army Stadium, Tashkent                  |
|                                     | Shatskikh 4', 16', 34', 57', 77' · Kadadze 26' · Karpenko 43' · Bakaev 54' · Salomov 68' | Relatório |              | Público: 7,000 Árbitro: UAE Ali Hamad Albadwawi |

| 28 de outubro de 2007 18:00 (UTC+8) | Taipé Chinês | 0 – 2     | Uzbequistão               | Chungcheng Stadium, Taipei                   |
|                                     |              | Relatório | Innomov 81' · Suyunov 90' | Público: 800 Árbitro: BAN Tayeb Shamsuzzaman |

| 8 de outubro de 2007 19:00 (UTC+7) | Tailândia                                                                             | 6 – 1     | Macau             | Suphachalasai Stadium, Bangcoc                   |
|                                    | Chaikamdee 12', 49' · Dangda 21' · Teeratep 55' (pen) · Phetphun 82' · Thonglao 90+1' | Relatório | Kin Seng Chan 23' | Público: 11,254 Árbitro: KGZ Kadyrbek Chynybekov |

| 15 de outubro de 2007 20:00 (UTC+8) | Macau               | 1 – 7     | Tailândia                                                                        | Estádio Campo Desportivo, Macau             |
|                                     | Kin Seng Chan 90+2' | Relatório | Dangda 22' · Suree 39' · Surasiang 43' · Thonglao 48' · Chaikamdee 53', 57', 86' | Público: 500 Árbitro: SYR Abdulrahman Racho |

| 21 de outubro de 2007 16:00 (UTC+5:30) | Sri Lanka | 0 – 1     | Catar        | Sugathadasa Stadium, Colombo             |
|                                        |           | Relatório | Quintana 69' | Público: 6,500 Árbitro: SIN Abdul Bashir |

| 28 de outubro de 2007 19:15 (UTC+3) | Qatar                                                | 5 – 0     | Sri Lanka | Jassim Bin Hamad Stadium, Doha               |
|                                     | Quintana 4', 75' · Bechir 16', 54' · Al Shammari 85' | Relatório |           | Público: 3,000 Árbitro: KSA Khalil Al Ghamdi |

| 21 de outubro de 2007 20:00 (UTC+8) | China                                                                                        | 7 – 0     | Mianmar | Century Lotus Stadium, Foshan                    |
|                                     | Qu Bo 17', 79' · Du Zhenyu 25' · Yang Lin 55' · Liu Jian 62' · Li Jinyu 74' · Li Weifeng 77' | Relatório |         | Público: 21,000 Árbitro: BHR Abdulhameed Ebrahim |

| 28 de outubro de 2007 16:00 (UTC+6:30) | Mianmar | 0 – 4     | China                                                                | KLFA Stadium, Kuala Lumpur (Malásia)       |
|                                        |         | Relatório | Wu Weian 13' · Liu Jian 14' · Zheng Bin 35' · Zhang Yaokun 39' (pen) | Público: 200 Árbitro: QAT Abdullah Balideh |

|  | Butão | W.O. | Kuwait |  |
|  |       |      |        |  |

| 18 de outubro de 2007 15:30 (UTC+6) | Quirguistão                   | 2 – 0     | Jordânia | Spartak Stadium, Bisqueque                  |
|                                     | Esenkul Uulu 45' · Bokoev 76' | Relatório |          | Público: 18,000 Árbitro: IND Subrata Sarkar |

| 28 de outubro de 2007 19:00 (UTC+3) | Jordânia                       | 2 – 0 (pro) | Quirguistão | Amman International Stadium, Amã                 |
|                                     | Shelbaieh 33' · Aqel 51' (pen) | Relatório   |             | Público: 12,000 Árbitro: BHR Abdulhameed Ebrahim |

|                                                        |       | Penalidades                                            |  |
| Abu Alieh Bawab Abukeshek Khalil Deeb Aqel Bani Yaseen | 6 – 5 | Kudrenko Harchenko Samsaliev Sydykov Esenkul Uulu Amin |  |

| 8 de outubro de 2007 20:30 (UTC+7) | Vietnã | 0 – 1     | Emirados Árabes Unidos | My Dinh National Stadium, Hanói               |
|                                    |        | Relatório | Saeed 79'              | Público: 20,000 Árbitro: JPN Yuichi Nichimura |

| 28 de outubro de 2007 19:00 (UTC+4) | Emirados Árabes Unidos                                                           | 5 – 0     | Vietnã | Al Jazira Mohammed Bin Zayed Stadium, Abu Dhabi     |
|                                     | Matar 13' · A. Mubarak 40' · Al Shehhi 53' · N. Mubarak 90' · Al Kas 90+2' (pen) | Relatório |        | Público: 12,000 Árbitro: MAS Subkhiddin Mohd Salleh |

| 21 de outubro de 2007 18:00 (UTC+3) | Bahrein                                                         | 4 – 1     | Malásia    | Manama National Stadium, Manama           |
|                                     | Fatadi 3' · Okwunwanne 15' · Abdulrahman 55' · Hubail 90' (pen) | Relatório | Umar 45+2' | Público: 4,000 Árbitro: CHN Yang Zhiqiang |

| 28 de outubro de 2007 20:45 (UTC+8) | Malásia | 0 – 0     | Bahrein | Shah Alam Stadium, Kuala Lumpur          |
|                                     |         | Relatório |         | Público: 2,000 Árbitro: KOR Lee Gi Young |

| 21 de outubro de 2007 15:30 (UTC+8) | Timor Leste    | 2 – 3     | Hong Kong                                   | Gianyar Stadium, Bali (Indonésia)          |
|                                     | Neves 41', 69' | Relatório | Cheng Siu Wai 25', 50' · Esteves 35' (g.c.) | Público: 1,500 Árbitro: MAS Rosdi Shaharul |

| 28 de outubro de 2007 15:00 (UTC+8) | Hong Kong                                                                                                | 8 – 1     | Timor Leste  | Hong Kong Stadium, Hong Kong             |
|                                     | Lo Kwan Yee 3' · Chan Siu Kee 6', 79', 87' · Cheung Sai Ho 50' · Cheng Siu Wai 68', 71' · Lam Ka Wai 84' | Relatório | da Silva 54' | Público: 1,542 Árbitro: IRN Mohsen Torky |

| 8 de outubro de 2007 20:00 (UTC+2) | Síria                          | 3 – 0     | Afeganistão | Abbasiyyin Stadium, Damasco                  |
|                                    | Al Zeno 73', 87' · Al Said 81' | Relatório |             | Público: 3,000 Árbitro: KSA Khalil Al Ghamdi |

| 26 de outubro de 2007 13:00 (UTC+5) | Afeganistão | 1 – 2     | Síria                   | Pamir Stadium, Dushanbe (Tadjiquistão)      |
|                                     | Karimi 15'  | Relatório | Jenyat 16' · Ismail 63' | Público: 2,000 Árbitro: UZB Ravshan Irmatov |

| 8 de outubro de 2007 22:00 (UTC+3) | Iêmen                             | 3 – 0     | Maldivas | Ali Muhsin Al-Muriasi Stadium, Sana          |
|                                    | Salem 43' · Yahya 66' · Saeed 80' | Relatório |          | Público: 3,000 Árbitro: LIB Mohammad Mansour |

| 28 de outubro de 2007 16:00 (UTC+5) | Maldivas                  | 2 – 0     | Iêmen | Rasmee Dhandu Stadium, Male                |
|                                     | Shamweel 14' · Ashfaq 67' | Relatório |       | Público: 8,900 Árbitro: IND Subrata Sarkar |

| 8 de outubro de 2007 11:00 (UTC+6) | Bangladesh | 1 – 1     | Tadjiquistão      | Bangabandhu National Stadium, Dhaka          |
|                                    | Mithu 50'  | Relatório | Hakimov 58' (pen) | Público: 700 Árbitro: OMA Abdullah Al Hilali |

| 28 de outubro de 2007 14:00 (UTC+5) | Tadjiquistão                                             | 5 – 0     | Bangladesh | Central Stadium, Dushanbe                        |
|                                     | Hakimov 46', 47', 76' (pen) · Muhidinov 49' · Vasiev 70' | Relatório |            | Público: 10,000 Árbitro: KGZ Kadyrbek Chynybekov |

| 21 de outubro de 2007 13:00 (UTC+8) | Mongólia      | 1 – 4     | Coreia do Norte                                | Ulaanbaatar Sports Stadium, Ulaanbaatar        |
|                                     | Selenge 90+3' | Relatório | Pak Chol Min 14' · Jong Chol Min 24', 32', 78' | Público: 4,870 Árbitro: JPN Hiroyoshi Takayama |

| 28 de outubro de 2007 16:00 (UTC+9) | Coréia do Norte                                                                 | 5 – 1     | Mongólia    | Kim Il Sung Stadium, Pyongyang       |
|                                     | Pak Chol Min 3', 74' · Kim Kuk Jin 10' · Jong Chol Min 36' · Jon Kwang Ik 90+1' | Relatório | Donorov 41' | Público: 5,000 Árbitro: BAN Ram Gosh |

| 8 de outubro de 2007 21:30 (UTC+4) | Omã                    | 2 – 0     | Nepal | Sultan Qaboos Sports Complex, Mascate           |
|                                    | Bashir 5' · Yousuf 23' | Relatório |       | Público: 15,000 Árbitro: UAE Fareed Al Marzouqi |

| 28 de outubro de 2007 14:30 (UTC+5:45) | Nepal | 0 – 2     | Omã                        | Dasarath Rangasala Stadium, Kathmandu       |
|                                        |       | Relatório | Mohamed 28' · Al Hinai 54' | Público: 10,000 Árbitro: THA Satop Tongkhan |

| 8 de outubro de 2007 21:00 (UTC+3) | Palestina | 0 – 4     | Singapura                               | Ahmed bin Ali Stadium, Doha (Qatar)   |
|                                    |           | Relatório | Shi 44', 53' · Wilkinson 73' · Shah 86' | Público: 75 Árbitro: SYR Muhsen Basma |

| 28 de outubro de 2007 17:00 (UTC+8) | Singapura | 3 – 0     | Palestina | National Stadium, Singapura |
|                                     |           | Relatório |           | Árbitro: CHN Sun Baojie     |

| 8 de outubro de 2007 20:00 (UTC+3) | Líbano                                    | 4 – 1     | Índia       | Saida International Stadium, Sídon       |
|                                    | Antar 33' · Ghaddar 62', 76' · El Ali 63' | Relatório | Chhetri 30' | Público: 500 Árbitro: KUW Saad El Fahdli |

| 30 de outubro de 2007 15:00 (UTC+5:30) | Índia                   | 2 – 2     | Líbano                 | Jawaharlal Nehru Stadium, Goa              |
|                                        | Chetri 29' · Dias 90+2' | Relatório | Ghaddar 76' (pen), 88' | Público: 10,000 Árbitro: JOR Salem Mujghef |

| 11 de outubro de 2007 15:00 (UTC+7) | Camboja | 0 – 1     | Turcomenistão | Phnom Penh National Olympic Stadium, Phnom Penh |
|                                     |         | Relatório | Karadanov 85' | Público: 3,000 Árbitro: BAN Ram Gosh            |

| 28 de outubro de 2007 18:00 (UTC+5) | Turcomenistão                                    | 4 – 1     | Camboja  | Estádio Olímpico, Ashgabat                |
|                                     | Nasyrov 41' · Gevorkyan 50', 66' · Karadanov 74' | Relatório | Nasa 12' | Público: 5,000 Árbitro: UZB Rustam Saidov |

|  | Guam | W.O. | Indonésia |  |
|  |      |      |           |  |

## Classificação
| Classificados à segunda fase - Síria - Tailândia - Turcomenistão - Tadjiquistão - Indonésia - Hong Kong - Iêmen - Singapura | Classificados diretamente à terceira fase - Bahrein - Uzbequistão - Kuwait - Coreia do Norte - China - Jordânia - Iraque - Líbano - Omã - Emirados Árabes Unidos - Catar |